# Вічне повернення (фільм)
«Вічне повернення» (англ. Eternal Return) — майбутній американський епічний романтичний фільм, сценаристом і режисером якого виступив Янів Раз.

## Синопсис
Жінку відправляють назад у часі, щоб відродити її здатність любити.

## Акторський склад
- Наомі Скотт — Кесс
- Кіт Герінґтон — Вергілій
- Саймон Каллоу — Малкольм
- Соноя Мідзуно
- Джей Лікурго

## Виробництво
У травні 2023 року було оголошено, що Наомі Скотт, Кіт Харінгтон і Джеремі Айронс зіграють головні ролі у фільмі, а Скотт також виступить продюсером. Сценаристом і режисером був обраний Янів Раз. У грудні 2023 року було оголошено про завершення зйомок проєкту, які проходили в Лондоні, Кардіффі та Брістолі, а Саймон Келлоу замінив Айронса.